# Área metropolitana de Columbus (Indiana)
El Área Estadística Metropolitana de Columbus, IN MSA, como la denomina la Oficina del Censo de los Estados Unidos, es un Área Estadística Metropolitana centrada en la ciudad de homónima, que solo abarca el Bartholomew en el estado de Indiana, Estados Unidos. Su población según el censo de 2010 es de 76.794 habitantes, convirtiéndola en la 363.º área metropolitana más poblada de los Estados Unidos.

## Área Estadística Metropolitana Combinada
El área metropolitana de Columbus es parte del Área Estadística Metropolitana Combinada de Indianápolis-Anderson-Columbus, IN CSA junto con:
- El Área Estadística Metropolitana de Indianápolis-Carmel, IN MSA;
- El Área Estadística Metropolitana de Anderson, IN MSA;
- El Área Estadística Micropolitana de Crawfordsville, IN µSA;
- El Área Estadística Micropolitana de New Castle, IN µSA; y
- El Área Estadística Micropolitana de North Vernon, IN µSA;

totalizando 2.082.782 habitantes en un área de 15.985 km².

## Comunidades del área metropolitana
Ciudades y pueblos
| - Clifford - Columbus - Edinburgh - Elizabethtown | - Hartsville - Hope - Jonesville - Taylorsville |

Lugares no incorporados
| - Azalia - Burnsville - Corn Brook - Garden City - Grammer - Lowell - Mount Healthy | - Newbern - North Ogilville - Northcliff - Nortonburg - Ogilville - Old Saint Louis - Petersville | - Rosstown - Rugby - Saint Louis Crossing - Stony Lonesome - Walesboro - Waymansville - Waynesville |